# Acanthephippium
Acanthephippium es un género con doce especies de orquídeas monopodiales y epífitas. Estas orquídeas son de hábitos terrestres y a veces saprófitas de desarrollo simpodial. 

## Descripción
Las orquídeas terrestres alcanzan una altura de 80 cm. Tienen unos rizomas cortos. Los oblongos y erectos pseudobulbos alcanzan unos 25 cm de altura. Producen en el apéndice de 3 a 4 grandes hojas lanceoladas con los nervios paralelos que alcanzan una longitud de unos 65 cm.
La erecta inflorescencia sale lateralmente de los pseudobulbos con 3 a 6 flores rodeada de grandes brácteas glabras. Las flores son grandes de unos 4 cm, estriadas, céreas, con forma de urna o taza y carnosas. Su aspecto recuerda a un tulipán, forma totalmente inusual en una orquídea.
Las flores tienen una amplia gama de colores, desde un amarillo pálido a rojo con sombras naranjas o rosas y marcas en forma de rayas o puntos.
La floración es olorosa con una fuerte fragancia.
La columna es corta y carnosa y tiene dos sacos de polinias de aspecto céreo.
Este género está próximo a los géneros Calanthe, Phaius, y Spathoglottis.

## Distribución y Hábitat
Estas especies simpodiales se distribuyen en zonas tropicales y subtropicales desde la India, hasta China y por el Sur hasta Malasia, Indonesia, y Nueva Guinea.

## Taxonomía
El género fue descrito por  Blume ex Endl.  y publicado en Genera Plantarum 200. 1837.
Etimología
Acanthephippium: nombre genérico que procede de las palabras griegas: " acanthos " = " espinoso " y " ephippion " = " sillín "" asiento ", en referencia a la estructura del labelo que se asemeja a una silla de montar.

## EspeciesAcanthephippium
- Acanthephippium bicolor Lindl. (1835) (S. India, Sri Lanka, Nueva Guinea)
- Acanthephippium chrysoglossum Schltr. (1911)  (W. Sumatra)
- Acanthephippium curtisii Rchb.f. (1881)  (Borneo - Sarawak)
- Acanthephippium eburneum Kraenzl. 1869)  (N. Sumatra, Borneo - Sarawak)
- Acanthephippium gougahensis (Guillaumin)  Seidenf. (1975)  (Tailandia, Vietnam)
- Acanthephippium javanicum Blume (1825) (W. Malasia, Borneo, Java, Sumatra, Nueva Guinea)
- Acanthephippium lilacinum  J.J. Wood & C.L. Chan in C.L. Chan. & al. (1994)  (N. Borneo)
- Acanthephippium mantinianum L. Linden & Cogn. (1896)  (Filipinas)
- Acanthephippium parviflorum Hassk. (1844)  (Vietnam, S. Sumatra a Java)
- Acanthephippium pictum Fukuy. (1935)  (Nansei-shoto a Taiwán)
- Acanthephippium splendidum J.J.Sm. (1998)  (Sulawesi a SW. Pacífico, Nueva Guinea)
- Acanthephippium striatum Lindl. (1838)  (E. Himalaya a Java).
- Acanthephippium sylhetense Lindl. (1831)  (Sikkim a Filipinas)